# Giải BAFTA lần thứ 39
Giải BAFTA lần thứ 39, được trao bởi Viện Hàn lâm Nghệ thuật Điện ảnh và Truyền hình Anh Quốc năm 1986 để tôn vinh những bộ phim xuất sắc nhất năm 1985.
Không có thông tin về đề cử hay người đoạt giải cho Giải BAFTA cho đạo diễn xuất sắc nhất.

## Chiến thắng và đề cử

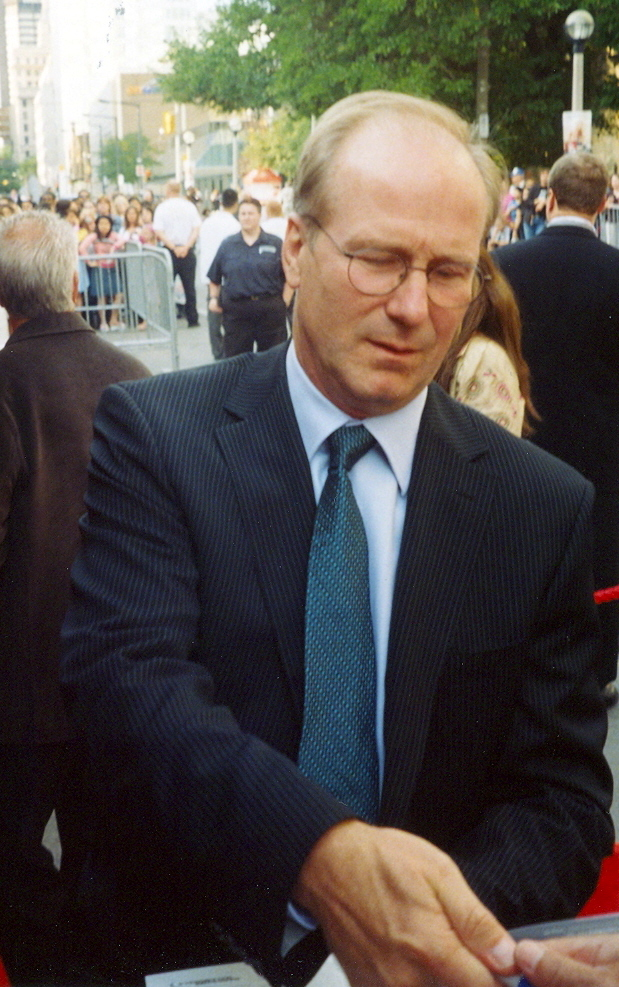
William Hurt, Nam diễn viên chính xuất sắc nhất

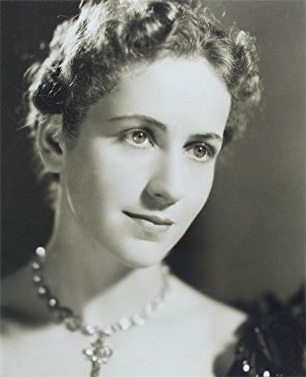
Peggy Ashcroft, Nữ diễn viên chính xuất sắc nhất

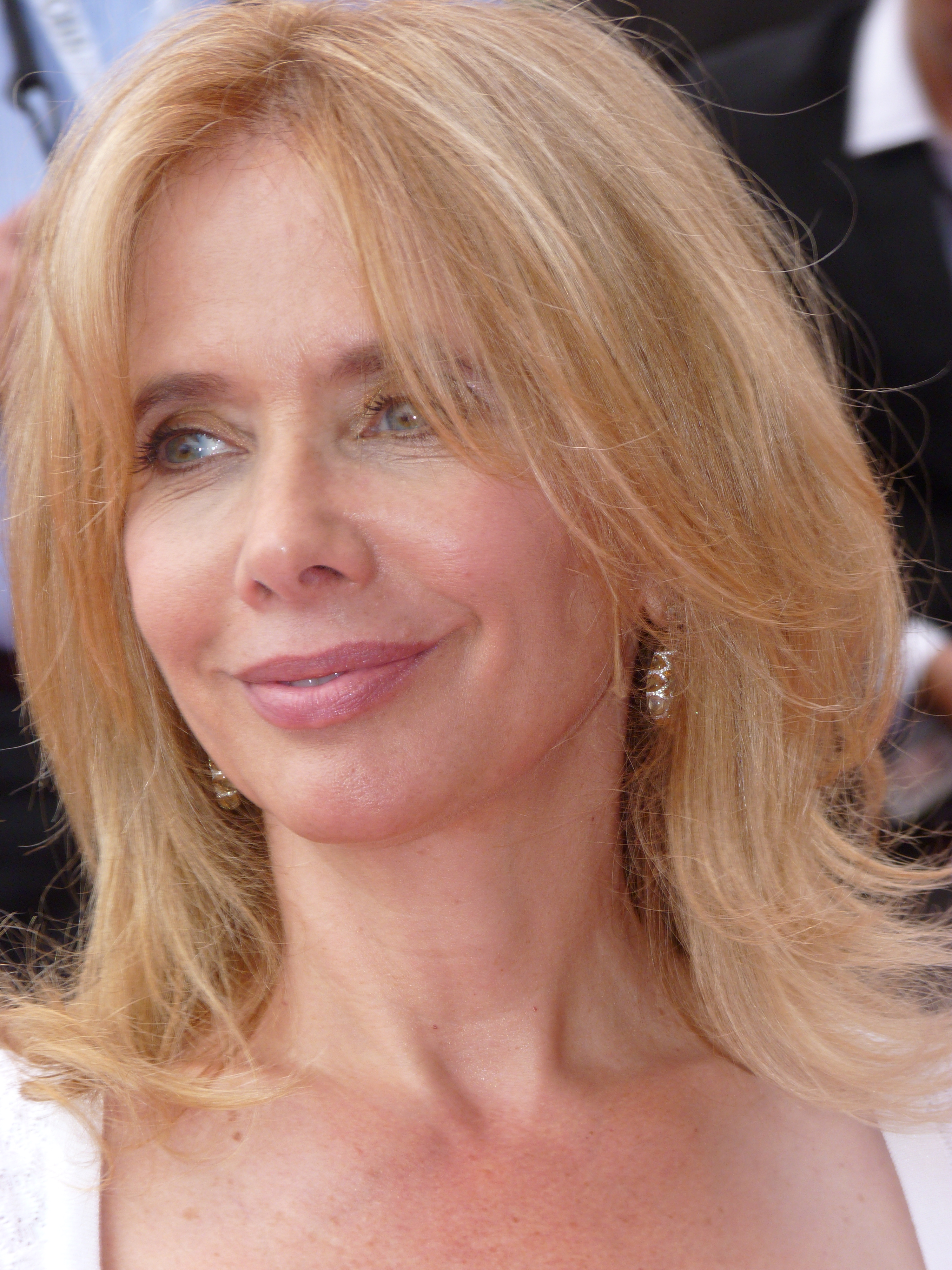
Rosanna Arquette, Nữ diễn viên phụ xuất sắc nhất

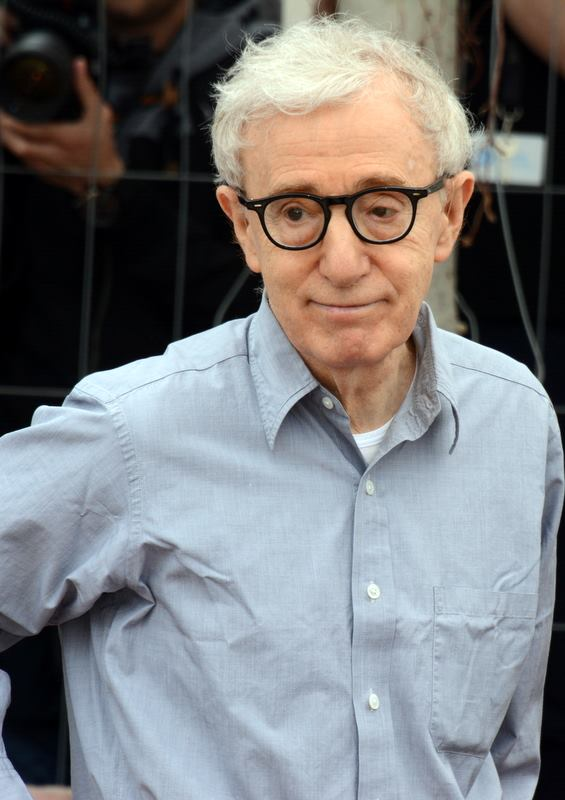
Woody Allen, Kịch bản gốc xuất sắc nhất

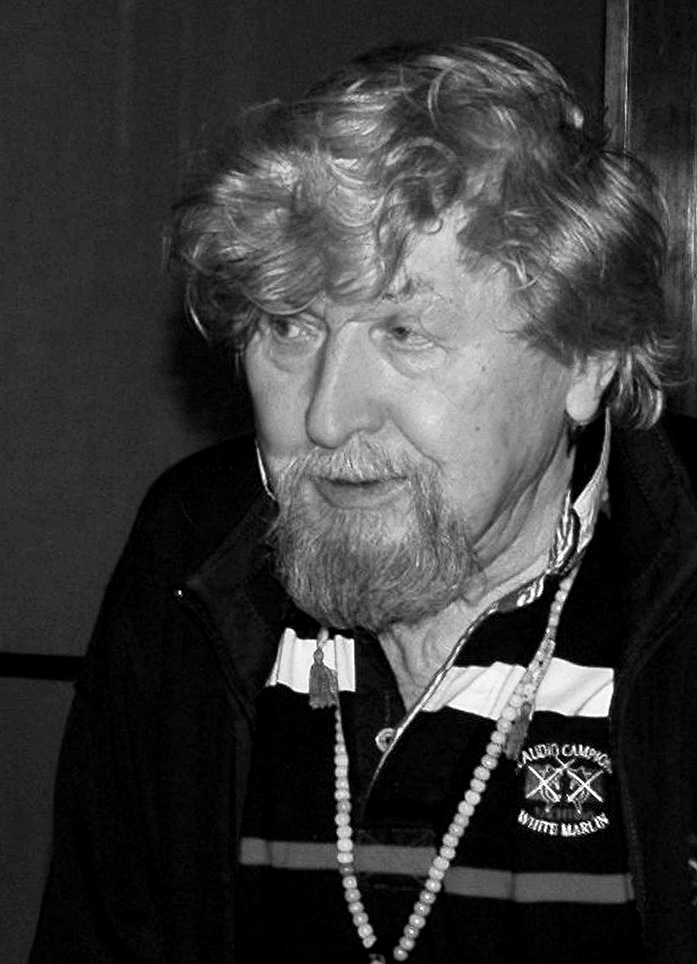
Miroslav Ondříček, Quay phim xuất sắc nhất

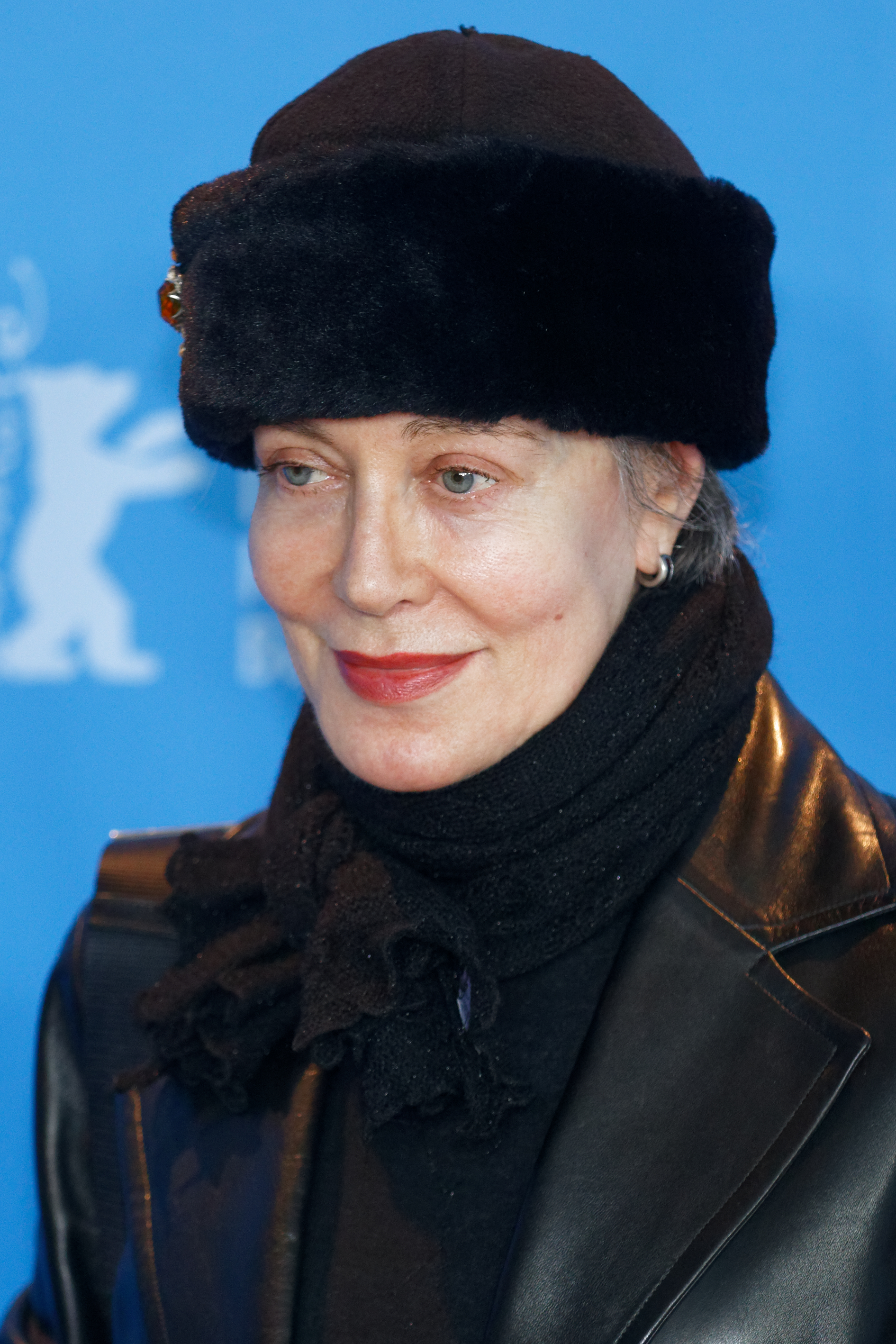
Milena Canonero, Thiết kế phục trang xuất sắc nhất

- BAFTA Fellowship: Steven Spielberg

Giải đóng góp nổi bật cho điện ảnh Anh Quốc BAFTA: Sydney Samuelson
| Phim hay nhất The Purple Rose of Cairo – Robert Greenhut và Woody Allen - Amadeus – Saul Zaentz và Miloš Forman - Back to the Future – Bob Gale, Neil Canton và Robert Zemeckis - A Passage to India – John Knatchbull, Richard Goodwin và David Lean - Witness – Edward S. Feldman và Peter Weir | |
| Nam diễn viên chính xuất sắc nhất William Hurt – Kiss of the Spider Woman vai Luis Molina - F. Murray Abraham – Amadeus vai Antonio Salieri - Harrison Ford – Witness vai Thám tử John Book - Victor Banerjee – A Passage to India vai Bác sĩ Aziz Ahmed                                          | Nữ diễn viên chính xuất sắc nhất Peggy Ashcroft – A Passage to India vai Bà Moore - Alexandra Pigg – Letter to Brezhnev vai Elaine - Kelly McGillis – Witness vai Rachel Lapp - Mia Farrow – The Purple Rose of Cairo vai Cecilia                  |
| Nam diễn viên phụ xuất sắc nhất Denholm Elliott – Defence of the Realm vai Vernon Bayliss - James Fox – A Passage to India vai Richard Fielding - John Gielgud – Plenty vai Sir Leonard Darwin - Saeed Jaffrey – My Beautiful Laundrette vai Nasser Ali                                           | Nữ diễn viên phụ xuất sắc nhất Rosanna Arquette – Desperately Seeking Susan vai Roberta Glass - Anjelica Huston – Prizzi's Honor vai Maerose Prizzi - Judi Dench – Wetherby vai Marcia Pilborough - Tracey Ullman – Plenty vai Alice Park          |
| Kịch bản gốc xuất sắc nhất The Purple Rose of Cairo – Woody Allen - Back to the Future – Robert Zemeckis và Bob Gale - My Beautiful Laundrette – Hanif Kureishi - Witness – Earl W. Wallace và William Kelley                                                                                     | Kịch bản chuyển thể xuất sắc nhất Prizzi's Honor – Richard Condon và Janet Roach - Amadeus – Peter Shaffer - A Passage to India – David Lean - The Shooting Party – Julian Bond                                                                    |
| Quay phim xuất sắc nhất Amadeus – Miroslav Ondříček - The Emerald Forest – Philippe Rousselot - A Passage to India – Ernest Day - Witness – John Seale | Best Costume Design The Cotton Club – Milena Canonero - Amadeus – Theodor Pištěk - Legend – Charles Knode - A Passage to India – Judy Moorcroft |
| Dựng phim xuất sắc nhất Amadeus – Nena Danevic và Michael Chandler - Back to the Future – Arthur Schmidt và Harry Keramidas - A Chorus Line – John Bloom - Witness – Thom Noble | Hóa trang và làm tóc xuất sắc nhất Amadeus – Paul LeBlanc và Dick Smith - The Emerald Forest – Peter Frampton, Paul Engelen, Anna Dryhurst, Luis Michelotti và Beth Presares - Legend – Peter Robb-King và Rob Bottin - Mask – Michael Westmore    |
| Nhạc phim hay nhất Witness – Maurice Jarre - Beverly Hills Cop – Harold Faltermeyer - The Emerald Forest – Junior Homrich và Brian Gascoigne - A Passage to India – Maurice Jarre | thiết kế sản xuất xuất sắc nhất Brazil – Norman Garwood - Amadeus – Patrizia von Brandenstein - Back to the Future – Lawrence G. Paull - A Passage to India – John Box                                                                             |
| Âm thanh xuất sắc nhất Amadeus – John Nutt, Chris Newman và Mark Berger - Carmen – Hugues Darmois, Harald Maury, Dominique Hennequin và Bernard Le Roux - A Chorus Line – Jonathan Bates, Chris Newman và Gerry Humphreys - The Cotton Club – Edward Beyer, Jack Jacobsen và David Carroll        | Hiệu ứng hình ảnh đặc biệt xuất sắc nhất Brazil – George Gibbs và Richard Conway - Back to the Future – Kevin Pike và Ken Ralston - Legend – Nick Allder và Peter Voysey - The Purple Rose of Cairo – Greenberg Associates                         |
| Phim tài liệu hay nhất Omnibus: Leonard Berstein's West Side Story – Christopher Swann - Marilyn Monroe: Say Goodbye to the President – Christopher Olgiati - David Lean: A Life in Film – Nigel Wattis - The Frozen Ocean: Part 1 – Kingdom of the Ice Bear – Mike Salisbury và Hugh Miles       | Phim không nói tiếng Anh hay nhất Colonel Redl – Manfred Durniok và István Szabó - Carmen – Patrice Ledoux và Francesco Rosi - Dim Sum: A Little Bit of Heart – Tom Sternberg, Wayne Wang và Danny Yung - Subway – Luc Besson và Francois Ruggieri |
| Phim hoạt hình ngắn hay nhất Alias the Jester – Brian Cosgrove và Mark Hall - Danger Mouse – Brian Cosgrove và Mark Hall - SuperTed – David Edward và Mike Young - The Wind in the Willows – Mark Hall và Brian Cosgrove                                                                          | Phim ngắn hay nhất Careless Talk – Noella Smith - One for My Baby – Chris Fallon - The Woman Who Married Clark Gable – Thaddeus O'Sullivan |

## Thống kê
| Số lượng | Phim                     |
| -------- | ------------------------ |
| 9        | Amadeus                  |
| 9        | A Passage to India       |
| 7        | Witness                  |
| 5        | Back to the Future       |
| 4        | The Purple Rose of Cairo |
| 3        | The Emerald Forest       |
| 3        | Legend                   |
| 2        | Brazil                   |
| 2        | Carmen                   |
| 2        | A Chorus Line            |
| 2        | The Cotton Club          |
| 2        | My Beautiful Laundrette  |
| 2        | Plenty                   |
| 2        | Prizzi's Honor           |

| Số lượng | Phim                     |
| -------- | ------------------------ |
| 4        | Amadeus                  |
| 2        | Brazil                   |
| 2        | The Purple Rose of Cairo |